# Tapeinochilos fissilabrum
Tapeinochilos fissilabrum là một loài thực vật có hoa trong họ Costaceae. Loài này được Gagnep. miêu tả khoa học đầu tiên năm 1908.